# لو بتفار
لو بتفار (به انگلیسی: Le Batofar) یک کشتی است که طول آن 134 feet می‌باشد. این کشتی در سال ۱۹۵۵ ساخته شد.